# بحيرة غويغول
غويغول ( (بالأذرية: Göygöl)‏، «البحيرة الزرقاء» هي بحيرة طبيعية محجوزة في أذربيجان. وهي تقع على خطى جبال موروفداغ ، ليست بعيدة عن مدينة غانجا .

## التاريخ
بسبب الزلزال الذي ضرب المنطقة في 25 كانون الأول سبتمبر 1139 ، انهارت أجزاء من جبل كاباز وسدت مسار نهرغورنوبوي. نتيجة لتحويل تدفق المياه، تم إنشاء بحيرة بمياه جبلية نقية، ومن هنا جاء الاسم الذي يشير إلى نقاء المياه. تمت إعادة تسمية مدينة خانلار المجاورة بعد بحيرة غويغول في 25 أبريل نيسان 2008.
تأسست المدينة باسم هيلينندورف من قبل أول مستوطنين ألمان في أذربيجان عام 1819 ومع أقلية ألمانية كبيرة حتى عام 1941 أعيدت تسميتها إلى خانلار في عام 1938. في عام 1941 ،
تم نقل المستوطنين الألمان من قبل السلطات السوفيتية إلى كازاخستان وتم ملء منازلهم من قبل الأرمن بأوامر من أناستاس ميكويان . في عام 1925 تم دمج البحيرة في «محمية جوي جول الحكومية» التي تم تأسيسها حديثًا والتي حلت محلها حديقة جويجول الوطنية في عام 2008.

## في الثقافة الشعبية
بسبب جمالها ، كانت البحيرة مصدر إلهام للعديد من الروايات والقصائد والفرق الموسيقية.